# مشيرفة القدموس
المشيرفة قرية سورية في ناحية القدموس في منطقة بانياس التابعة لمحافظة طرطوس.